# Den envise Keraban
Den envise Keraban (franska: Kéraban-le-têtu), är en roman av den franske författaren Jules Verne, utgiven i Frankrike 1883, men på svenska först år 2000.

## Handling
Romanen handlar om en turkisk handelsman, seigneur Keraban, som på grund av sin envishet tvingas göra en resa runt Svarta havet på 45 dagar. Han bor nämligen i nuvarande Istanbul, på den asiatiska sidan, och tvingas efter ett besök på den europeiska sidan att betala en nyss införd skatt på transport om han vill korsa Bosporensundet, som skiljer de båda delarna åt. Avgiften är en struntsumma för den rike handelsmannen, men på grund av sin heder (han är ingen anhängare till nya skatter och statlig byråkrati) väljer han att färdas den betydligt längre sträckan runt Svarta havet tillsammans med sina tillkomna vänner och handelskolleger och övriga. Att ett giftermål inom familjen måste ske i Istanbul inom en inte alltför lång tidsrymd för att bruden skall få ut ett arv utgör romanens huvudkonflikt. 
Romanen liknar Jorden runt på 80 dagar, och herr Keraban har i sin envishet likheter med dess huvudperson Phileas Fogg, men där Fogg är progressiv och hyser tilltro till modern teknik är Keraban benhårt konservativ och betraktar alla moderna påfund med stor skepsis.